# Elżbieta Kruk

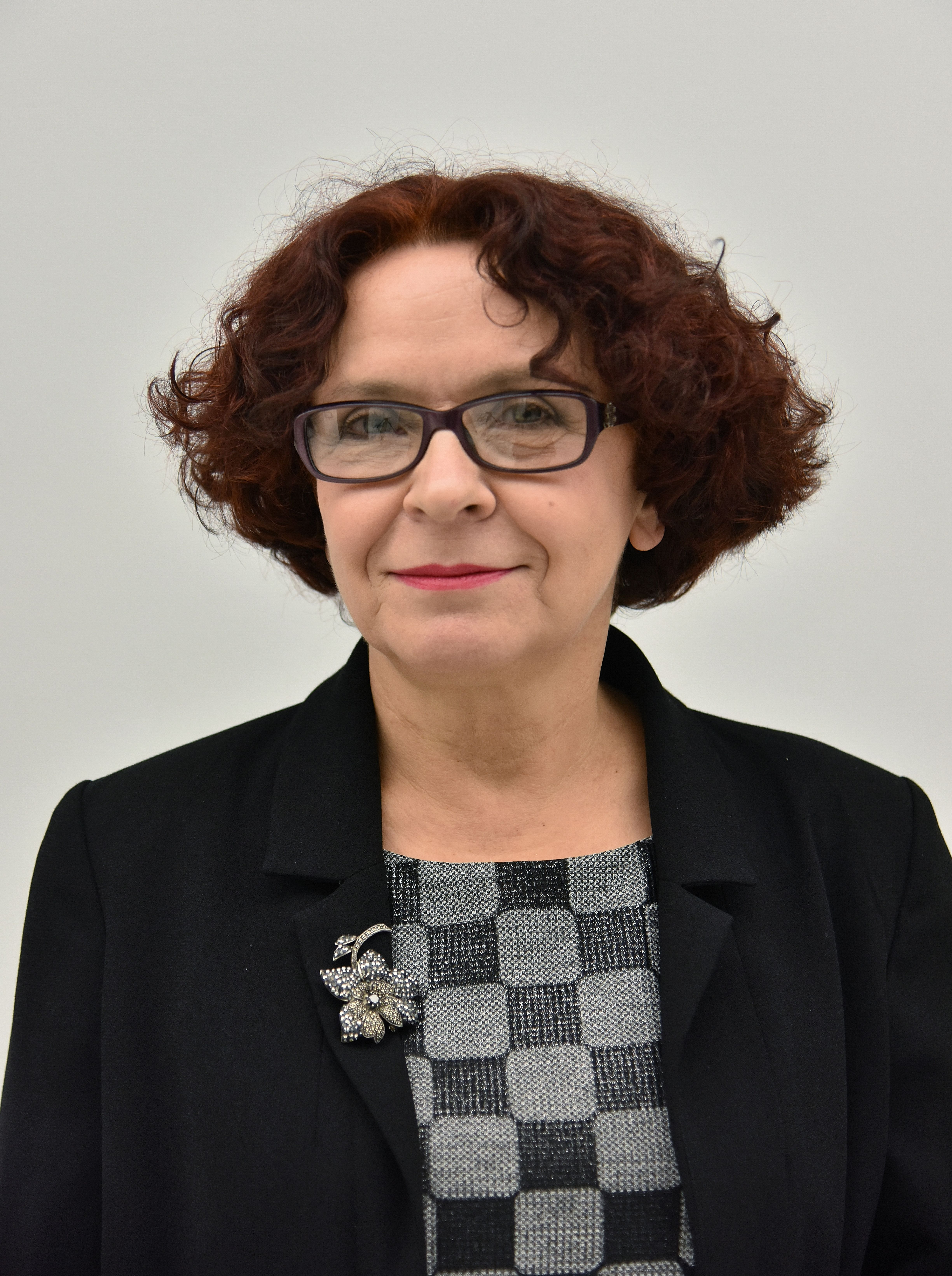
Elżbieta Kruk

Elżbieta Małgorzata Kruk (* 19. November 1959 in Lublin) ist eine polnische Politikerin und von 2001 bis 2006 und wieder seit 2007 Abgeordnete des Sejm in der IV., V. und VI. Wahlperiode, sowie ehemalige Vorsitzende der Krajowa Rada Radiofonii i Telewizji (Rat für Radiophonie und Television – KRRiT). Seit 2016 ist Kruk Mitglied der Rada Mediów Narodowych (Rat Nationaler Medien – RMN).

## Leben
1984 beendete sie das Studium der Geschichtswissenschaften an der Humanistischen Fakultät der Katholischen Universität Lublin. Während des Studiums war sie im Niezależne Zrzeszenie Studentów (Unabhängiger Studentenverband – NZS) aktiv. 1994 beendete sie die Aufbaustudiengänge im Bereich Öffentliche Verwaltung an der Universität Warschau und im Jahr 1996 an der University of Wisconsin.
Nach 1984 arbeitete sie zuerst als Geschichtslehrerin an einer Grundschule, danach als Exkursionsleiterin im Historischen Museum in Lublin und als Erzieherin in einer Besserungsanstalt für Frauen. 1989 nahm sie die Arbeit im masowischen Regionalbüro der Gewerkschaft Solidarność. Nachdem Lech Wałęsa Präsident geworden war, wurde sie im Biuro Bezpieczeństwa Narodowego (Nationales Sicherheitsbüro – BBN), das damals Lech Kaczyński leitete, angestellt. Im BBN war sie seine Assistentin und Bürodirektorin. 1992 wurde sie Assistentin des Vorsitzenden der Najwyższa Izba Kontroli (Oberster Rechnungshof – NIK), als Lech Kaczyński Vorsitzender dieser Behörde wurde. Nachdem Lech Kaczyński den NIK verlassen hatte, wurde sie 1995 in die Lubliner Delegatur des NIK versetzt.

## Politische Tätigkeit
In den Jahren 2000 und 2001 arbeitete sie erneut mit Lech Kaczyński zusammen, als dieser Justizminister war und leitete sein politisches Kabinett. Bei den Parlamentswahlen 2001 wurde sie für den Wahlkreis Lublin über die Liste der Prawo i Sprawiedliwość (Recht und Gerechtigkeit – PiS) in den Sejm gewählt. Sie erwarb erneut ein Abgeordnetenmandat bei den Sejmwahlen 2005. Sie gehört zu den Gründerinnen der PiS und war Vorsitzende der Lubliner Lokalgremien dieser Partei.
Am 31. Januar 2006 wurde sie durch Lech Kaczyński zum Mitglied der Krajowa Rada Radiofonii i Telewizji (Rat für Radiophonie und Television KRRiT) und am 6. Februar zur Vorsitzenden des KRRiT ernannt. Im Zusammenhang damit gab sie ihr Abgeordnetenmandat zurück. Am 23. März entschied der Verfassungsgerichtshof zur Frage der Verfassungskonformität der neu von der PiS erlassenen "Mediengesetze", dass die Vorschrift dieses Gesetzes, wonach der Präsident den Vorsitzenden der KRRiT ernennen darf, verfassungswidrig ist. Am 30. März wurde ein Urteil des Verfassungsgerichtshofs im Gesetzesblatt veröffentlicht, wonach Elżbieta Kruk nicht mehr Vorsitzende der Behörde sei. Am 17. Mai wurde Kruk aufgrund eines neuen Mediengesetzes erneut zur Vorsitzenden der KRRiT gewählt.
Am 26. September 2007 trat sie von diesem Amt zurück und entschied sich für eine Kandidatur bei den vorgezogenen Sejmwahlen 2007, bei denen sie für den Wahlkreis Lublin mit 53.474 Stimmen zum dritten Mal als Abgeordnete über die Liste der PiS gewählt wurde. Sie war Mitglied der Sejm-Kommission für Staatskontrolle und Stellvertretende Vorsitzende der Kommission für Kultur und Medien.
Elżbieta Kruk ist am 22. Juli 2016 von der Sejmmehrheit für eine sechsjährige Amtszeit in den Rundfunkrat RMN gewählt worden.